# Levante (streek)

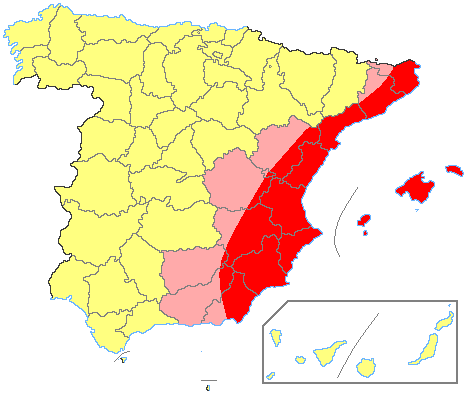
In het rood de Levante

De Levante is een streek in Spanje. In ruime zin kan de gehele streek langs de oostelijke Middellandse Zeekust met het achterland met 'Levante' aangeduid worden, maar in de praktijk bedoelt men er voornamelijk de regio's Valencia en Murcia mee. De streek heeft geen politieke status.
Levante moet niet verward worden met de Catalaanse landen.

## Etymologie
Het woord 'Levante' verwijst in het Spaans naar de zonsopkomst en daarmee naar het oosten.

## Trivia
Levante is ook de naam van een voetbalclub uit Valencia.